# Bogard
Bogard és una població dels Estats Units a l'estat de Missouri. Segons el cens del 2000 tenia 234 habitants.

## Demografia
Segons el cens del 2000, Bogard tenia 234 habitants, 98 habitatges, i 68 famílies. La densitat de població era de 164,3 habitants per km².
Dels 98 habitatges en un 25,5% hi vivien nens de menys de 18 anys, en un 63,3% hi vivien parelles casades, en un 5,1% dones solteres, i en un 30,6% no eren unitats familiars. En el 27,6% dels habitatges hi vivien persones soles el 20,4% de les quals corresponia a persones de 65 anys o més que vivien soles. El nombre mitjà de persones vivint en cada habitatge era de 2,39 i el nombre mitjà de persones que vivien en cada família era de 2,93.
Per edats la població es repartia de la següent manera: un 24,8% tenia menys de 18 anys, un 4,7% entre 18 i 24, un 22,2% entre 25 i 44, un 27,4% de 45 a 60 i un 20,9% 65 anys o més.
L'edat mediana era de 41 anys. Per cada 100 dones de 18 o més anys hi havia 97,8 homes.
La renda mediana per habitatge era de 22.639 $ i la renda mediana per família de 42.679 $. Els homes tenien una renda mediana de 26.667 $ mentre que les dones 16.458 $. La renda per capita de la població era de 17.208 $. Entorn del 6,8% de les famílies i el 13,1% de la població estaven per davall del llindar de pobresa.

## Poblacions més properes
El següent diagrama mostra les poblacions més properes.